# Малиновка (Шелаболихинский район)
Мали́новка — село в Шелаболихинском районе Алтайского края, Россия. Входит в состав Новообинцевского сельсовета.

## История
Согласно данным Шелаболихинского районного музея деревня Малиновка основана в 1912 году. Первое документальное упоминание о поселке относится к началу 1917 года, когда проводилась перепись: в поселке насчитывалось 31 хозяйство, население составляло 235 человек.
Поселение упоминается как деревня и как поселок. Кроме имени Малиновка она имела название Самодуровка, Самодурка, согласно данным «ойконимического словаря».

## География
Село находится возле озера Малиновое, расположенное в верховьях реки Слезянка.
Уличная сеть
В селе 1 улица — Малиновская.
Расстояние до
- районного центра Шелаболиха — 9 км.
- краевого центра Барнаул — 68 км.

Ближайшие населенные пункты
Новообинцево — 3 км, Боровиково — 6 км, Иня — 11 км, Сибирка — 16 км, Елунино — 17 км Кучук — 18 км.

## Население
| 1997 | 1998 | 1999 | 2000 | 2001 | 2002 | 2003 |
| ---- | ---- | ---- | ---- | ---- | ---- | ---- |
| 35   | ↗36  | ↗38  | ↗43  | ↗46  | →46  | ↘44  |
| 2004 | 2005 | 2006 | 2007 | 2008 | 2009 | 2010 |
| ↘41  | ↗43  | →43  | →43  | ↘40  | ↘36  | ↘32  |
| 2011 | 2012 | 2013 |      |      |      |      |
| ↘28  | ↘24  | ↗25  |      |      |      |      |

## Инфраструктура
Торговлю продуктами питания и розничными товарами осуществляет Шелаболихинское районное потребительское общество, оно же ведет заготовительно-перерабатывающую деятельность. Школьники посещают «Новообинцевскую среднюю общеобразовательную школу».

## Транспорт
К селу есть подъезд: автомобильная дорога К-02 Новообинцево-Малиновка. Основная региональная дорога: P480 Барнаул-Камень-на-Оби-Новосибирск.